# Har inte vi setts förut?
Har inte vi setts förut? (originaltitel: Seems Like Old Times) är en amerikansk komedifilm från 1980.

## Handling
Nicholas Gardenia (Chevy Chase) blir kidnappad och indragen i ett bankrån mot sin vilja vilket gör honom till den huvudmisstänkte och han måste gömma sig för lagen. Nicholas försöker få hjälp av sin före detta fru Glenda Parks (Goldie Hawn) eftersom hon är försvarsadvokat. Hon nekar att hjälpa Nicholas flera gånger men väljer till slut att hjälpa honom i smyg eftersom hennes nuvarande man Ira Parks (Charles Grodin) är åklagare.

## Rollista
- Goldie Hawn - Glenda Parks
- Chevy Chase - Nicholas Gardenia
- Charles Grodin - Ira Parks
- Robert Guillaume - Fred
- Harold Gould - Judge John Channing